# クロス学歴
クロス学歴（クロスがくれき）は、大学の学部で専攻したものと異なる学問分野を大学院で専攻するもの。
安井みすずの『「クロス学歴」のすすめ 』（創元社 1989年 ISBN 978-4422120225）で初めてこの語が用いられ、一般に流布するようになった。文系と理系の両方の学問分野を学ぶという意味合いで使われることもあるが、かならずしも一般的な用法ではない。公共政策大学院などの専門職大学院が設置され、学際的な研究分野が専攻領域として設けられるようになってきており、クロス学歴はかなり一般に認知されつつある。